# Oenoptila expulsaria
Oenoptila expulsaria là một loài bướm đêm trong họ Geometridae.